# دامیانو کاروسو
دامیانو کاروسو (ایتالیایی: Damiano Caruso؛ زادهٔ ۱۲ اکتبر ۱۹۸۷) دوچرخه‌سوار اهل ایتالیا است.

## باشگاهی
از باشگاه‌هایی که در آن رکاب زده‌است می‌توان به تیم بی‌ام‌سی، تیم دوچرخه‌سواری سوپر بتن، و لیکویگاس اشاره کرد.